# Kruszownica szorstka

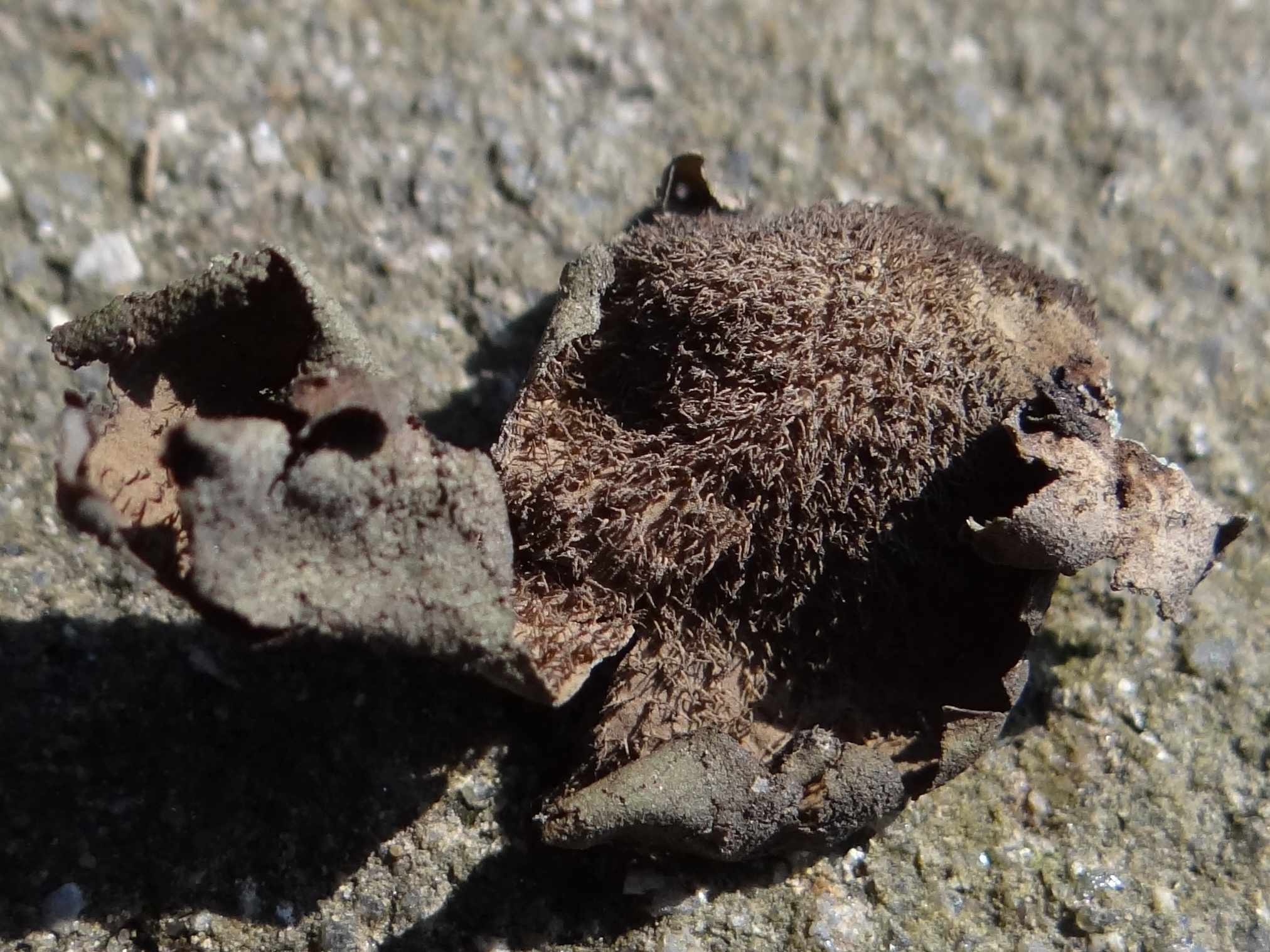
Dolna strona plechy

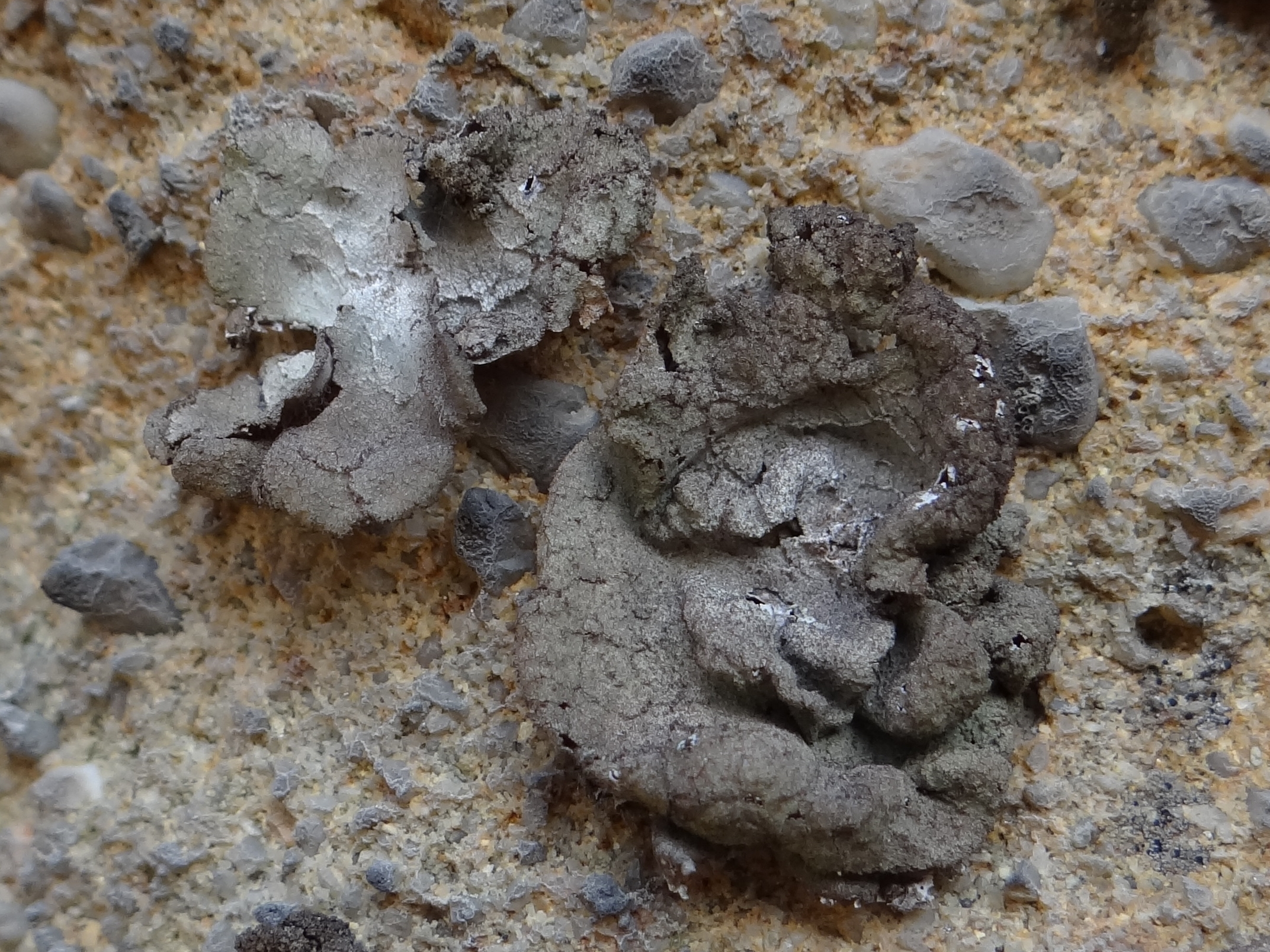
Górna powierzchnia plechy

Kruszownica szorstka (Umbilicaria hirsuta (Sw. ex Westr.) Ach. – gatunek grzybów z rodziny kruszownicowatych (Umbilicariaceae). Ze względu na współżycie z glonami zaliczany jest do porostów.

## Systematyka i nazewnictwo
Pozycja w klasyfikacji według Index Fungorum: Umbilicaria, Umbilicariaceae, Umbilicariales, Incertae sedis, Lecanoromycetes, Pezizomycotina, Ascomycota, Fungi.
Po raz pierwszy takson ten zdiagnozowali w 1793 r. Olof Swartz i Johan Peter Westring, nadając mu nazwę Lichen hirsutus. Obecną, uznaną przez Index Fungorum nazwę nadał mu w 1794 r. Erik Acharius, przenosząc go do rodzaju Umbilicaria.
Synonimy nazwy naukowej:

- Gyrophora depressa var. hirsuta (Sw. ex Westr.) Schaer. 1818
- Gyrophora hirsuta (Sw. ex Westr.) Ach. 1803
- Lecidea hirsuta (Sw. ex Westr.) Spreng. 1827
- Lichen hirsutus Sw. ex Westr. 1793

Nazwa polska według Krytycznej listy porostów i grzybów naporostowych Polski.

## Charakterystyka
Plecha listkowata złożona przeważnie z pojedynczych listków o średnicy 1–3 cm, wyjątkowo do 7 cm. Listki mają okrągławy lub nieregularny kształt, ich obrzeża często są często są postrzępione i podgięte w dół. Do podłoża przyrastają uczepem. Są dość grube i podczas suchej pogody bardzo kruche, kruszą się w palcach. Górna powierzchnia jest początkowo gładka, później pokryta siecią bardzo cienkich szczelinek. Ma barwę szarą, szarozieloną lub jasnobrązową. Na brzegach występują czarne i rozgałęzione wyrostki, a na obwodzie plechy często znajdują się soredia. Izydiów brak. Dolna powierzchnia plechy jest biaława lub jasnoszara i obficie pokryta prostymi, lub słabo rozgałęzionymi, czarnymi chwytnikami.
Plecha zawiera glony protokokkoidalne. Zazwyczaj występują dość licznie lecideowe apotecja o rozmiarach 0,5–1,5 mm. Początkowo są siedzące, później mają krótkie trzoneczki. Tarczki czarne, płaskie lub wypukle, pokryte głębokimi rowkami. Powstają w nich zarodniki o rozmiarach 0–16 × 6–8 μm.
Reakcje barwne: rdzeń K, C + czerwony, KC + czerwony P-. Kwasy porostowe: kwas gyroforowy i kwas lekanorowy.

## Występowanie i siedlisko
Kruszownica szorstka jest szeroko rozprzestrzeniona na całej kuli ziemskiej. Występuje na wszystkich kontynentach (z wyjątkiem Antarktydy), oraz na wielu wyspach. Najliczniej występuje na półkuli północnej, rzadka jest na obszarach o klimacie tropikalnym; w Ameryce Południowej występuje tylko w Andach, w Afryce podano jej występowanie tylko w RPA. W Europie jest szeroko rozprzestrzeniona, na północy sięga po północne skrawki Półwyspu Skandynawskiego, występuje także w Islandii i na Grenlandii.
W Polsce jest pospolita w górach, na niżu bardzo rzadka. W górach występuje głównie w piętrze, kosodrzewiny, piętrze halnym i piętrze turniowym. Znajduje się na Czerwonej liście roślin i grzybów Polski. Ma status VU – gatunek narażony na wymarcie. Była gatunkiem ściśle chronionym, od 9 października 2014 r. została wykreślona z listy gatunków porostów chronionych.
Rośnie na dobrze oświetlonych skałach krzemianowych, głównie na stromych ich powierzchniach, w miejscach regularnie zwilżanych wodą.

## Gatunki podobne
- kruszownica strojna (Umbilicaria deusta). Na górnej powierzchni ma izydia, które mogą zostać pomylone z sorediami, ale ma barwę powierzchni zarówno górnej, jak i dolnej ciemnobrązową, a na dolnej powierzchni brak chwytników.
- kruszownica sztywna (Umbilicaria vellea). Ma chwytniki, ale, na górnej korze brak sorediów i rzadko posiada apotecja[10]
- kruszownica szara (Umbilicaria grisea). Nie posiada chwytników
- kruszownica zwyczajna (Umbilicaria cylindrica). Również ma czarne chwytniki, ale zazwyczaj jest wielolistkowa[4]